# Vodopiine (Saki)
|  | Per a altres significats, vegeu «Vodopiine». |

Vodopiine (en ucraïnès: Водопійне, rus: Водопойное, Vodopóinoie) és un poble (un possiólok) de la República Autònoma de Crimea a Ucraïna, que el 2014 tenia 288 habitants. Pertany al districte rural de Saki.